# Țara Buzaielor
Țara Buzaielor este o regiune geografică și etno-culturală românească localizată în sud-estul Transilvaniei în Depresiunea Întorsura Buzăului.